# Philomaoria hispida
Philomaoria hispida är en spindeldjursart som beskrevs av Beier 1976. Philomaoria hispida ingår i släktet Philomaoria och familjen tvåögonklokrypare. Inga underarter finns listade i Catalogue of Life.